# Калинин (Рязанская область)
Калинин — посёлок в России, расположен в Ухоловском районе Рязанской области. Является административным центром Калининского сельского поселения.

## Географическое положение
Посёлок Калинин расположен примерно в 12 км к востоку от Ухолово. Ближайшие населённые пункты — посёлок Красный к северу, село Дегтяные Борки к востоку,  деревня Красная Слобода к югу и село Мостье к западу.

## История
Посёлок основан в 1932 году, как посёлок совхоза имени Ворошилова.

## Население
| 2010 |
| ---- |
| 292  |

## Транспорт и связь
По проходящей через посёлок автомобильной дороге Ухолово - Сараи имеется регулярное автобусное сообщение.
В посёлке имеется одноимённое сельское отделение почтовой связи (индекс 391933).